# Trypanosoma congolense
Trypanosoma congolense ist eine Art von einzelligen Parasiten innerhalb der Gattung der Trypanosomen, die als ein Krankheitserreger der Nagana, einer Tierseuche bei Wiederkäuern, in Afrika auftritt. Der Parasit wird durch Tsetsefliegen übertragen.

## Entdeckung und Beschreibung
Trypanosoma congolense wurde erstmals 1904 vom belgischen Arzt Alphonse Broden beschrieben und nach dem Fundort, der Kolonie Belgisch-Kongo, benannt.
Der Einzeller hat in allen Zellformen eine einzelne Geißel, die an der Zelloberfläche unter einer relativ unauffälligen undulierenden Membran zum Vorderende der Zelle verläuft, allerdings im Gegensatz zu anderen Trypanosomen nicht zu einer freischwingenden Geißel wird. Ferner haben die Zellen einen mittelgroßen Kinetoplasten, einer Ansammlung von Desoxyribonukleinsäure innerhalb eines großen Mitochondriums. Der Parasit kommt in Säugetieren in einer bis zu 18 µm langen trypomastigoten Zellform vor. In Insekten werden neben trypomastigoten auch epimastigote Zellformen beobachtet; diese unterscheiden sich durch die Position der Geißelbasis relativ zum Zellanfang.
Innerhalb der Gattung Trypanosoma wird Trypanosoma vivax in die Untergattung Nannomonas eingeordnet. Innerhalb der Art werden aufgrund biochemischer und genetischer Merkmale drei Untergruppen unterschieden:
- Trypanosoma congolense
  - „Riverine forest“
  - „Savannah“
  - „Kenya coast/kilifi“

Die Trypanosoma congolense-„Tsavo“-Gruppe wird nach molekularen Analysen der ebenfalls zur Untergattung Nannomonas gehörenden Art Trypanosoma simiae zugeordnet. 
Die genetischen Unterschiede innerhalb der Art Trypanosoma vivax sind dabei größer als bei Trypanosoma brucei oder der gesamten Untergattung Trypanozoon; dennoch spiegelt die derzeitige Taxonomie diese Unterschiede, die eine Aufspaltung in mehrere Arten rechtfertigen würde, nicht wider.

## Verbreitung und Wirtstiere
Trypanosoma congolense kommt praktisch ausschließlich in Afrika südlich der Sahara, im Verbreitungsgebiet der Tsetsefliegen, vor. Der Parasit ist in Ostafrika der wichtigste Erreger der Nagana, während in Westafrika Trypanosoma vivax dominiert. 

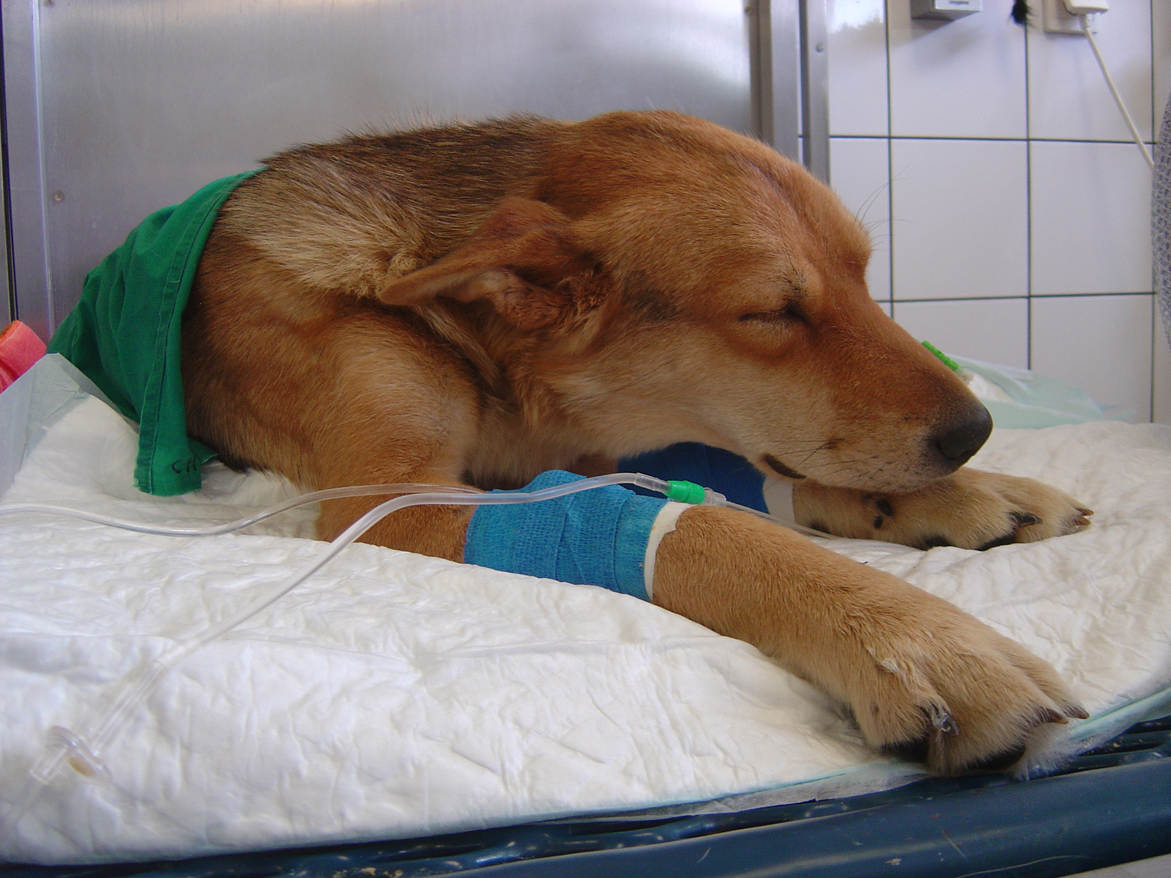
Mit Trypanosoma congolense infizierter Hund

Trypanosoma congolense kann viele Haustiere infizieren, darunter Rinder, Hauspferde, Schafe, Ziegen, Kamele, Schweine und Hunde. Viele Wildtiere können Reservoirwirte sein. Der wichtigste Vektor ist die Tsetsefliege; eine mechanische Übertragung durch andere Insekten außerhalb des Tsetse-Gebiets scheint epidemiologisch wenn überhaupt nur eine geringe Rolle zu spielen.

## Lebenszyklus
Trypanosoma congolense hat einen komplexen Lebenszyklus mit einem Wirtswechsel zwischen Säugetieren und Insekten. In Säugetieren vermehrt sich der trypomastigote Parasit vorwiegend im Blut, aber auch in interzellulären Gewebsflüssigkeiten. In Tsetsefliegen findet nach Aufnahme von Parasiten mit einer Blutmahlzeit eine Vermehrung sowohl im Mitteldarm als auch im Saugrüssel statt. Im Saugrüssel vermehren sich epimastigote Parasiten, die sich später in metazyklische trypomastigote Formen umwandeln, welche erneut ein Säugetier infizieren können.